# رشید روکی
رشید روکی (عربی: رشيد روكي؛ زادهٔ ۸ نوامبر ۱۹۷۴) یک بازیکن فوتبال اهل مراکش است.
وی همچنین در تیم ملی فوتبال مراکش بازی کرده‌است.